# Efeitos do furacão Dennis na Flórida
Os efeitos do furacão Dennis na Flórida incluem duas fatalidades diretas e 1,5 bilhão de dólares em prejuízos (valores em 2005). A onda tropical que viria a se tornar o furacão Dennis formou-se em 29 de Junho de 2005 e seguiu para oeste sobre o Atlântico norte tropical. A onda ficou mais organizada e se tornou uma depressão tropical em 4 de Julho, uma tempestade tropical em 5 de Julho e um furacão em 7 de Julho. Dennis intensificou-se rapidamente, atingindo a intensidade de um furacão de categoria 4 na escala de furacões de Saffir-Simpson e fez landfall em Cuba, onde se enfraqueceu para um furacão de categoria 1 antes de seguir para o golfo do México e se reintensificar. A tempestade fez landfall como um furacão de categoria 3 na Ilha Santa Rosa em 10 de Julho.
Assim que Denis atingia Cuba, as bandas exteriores de tempestade afetaram Florida Keys, causando moderadas rajadas de vento, alcançando 140 km/h no farol de Sombrero Key. Na região central da Flórida, Dennis produziu numerosos tornados, sendo que um danificou seriamente uma residência. Em Punta Gorda, três pessoas foram achadas mortas num carro submergido num canal inundado pelas chuvas fortes. Dennis fez landfall no panhandle da Flórida, causando danos moderados, embora não tão severos como previsto anteriormente. As rajadas de vento chagaram a 195 km/h e a precipitação acumulada máxima chegou a 180 mm. A maré de tempestade de 3,3 m inundaram partes de St. Marks e localidades circunvizinhas. Durante a passagem da tempestade, aproximadamente 236.000 pessoas ficaram sem o fornecimento de eletricidade somente no panhandle da Flórida.

## Preparativos

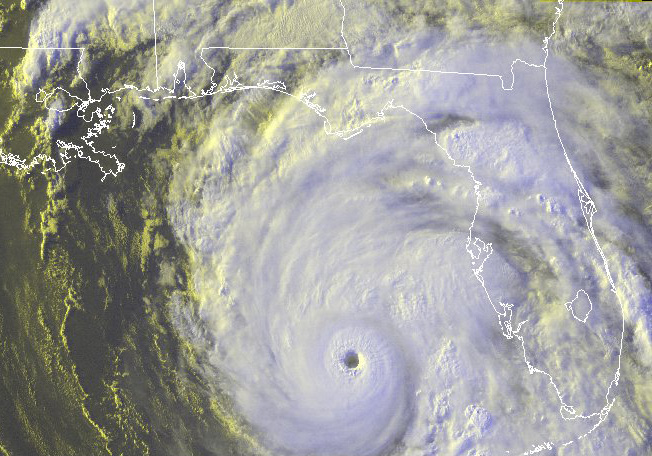
O furacão Dennis sobre o sudeste do golfo do México, afetando Florida Keys com as suas bandas externas de tempestade

Em 7 de Julho, um alerta de tempestade tropical foi emitido para a costa da Flórida, entre Bonita Beach, na costa do golfo, até Golden Beach, já na costa atlântica. Mais tarde naquele dia, um alerta de furacão foi emitido para Florida Keys e para as águas da baía da Flórida. Às 21:00 (UTC), o alerta de furacão foi reclassificado para um aviso de furacão para Florida Keys. Subsequentemente, um alerta de tempestade tropical foi emitido para a costa entre Bonita Beach a Longboat Key, que foi descontinuado horas depois. Ao mesmo tempo, um alerta de furacão foi emitido para a costa entre a foz do rio Steinhatchee até a divisa dos estados americanos do Alabama e do Mississippi. Às 09:00 (UTC) de 9 de Julho, o alerta de furacão foi reclassificado para um aviso de furacão pouco antes da descontinuação do alerta de furacão para Florida Keys. Às 21:00 (UTC) daquele dia, o aviso de tempestade tropical foi alterado para a costa da Florida, desta vez o aviso estava em vigor para a costa da Flórida entre Golden Beach a Flamingo. Florida Keys também estava em aviso de tempestade tropical, que estava em vigor para todos os arrecifes a leste de Seven Mile Bridge. Em 10 de Julho, todos os avisos e alertas para Florida Keys foram descontinuados e o aviso de furacão para a costa da Flórida entre as fozes dos rios Ochlockonee e Steinhatchee foi desclassificado para um aviso de tempestade tropical. Em 11 de Julho, todos os avisos e alertas foram descontinuados.
Cerca de 50.000 turistas em Florida Keys foram forçados a deixar os arrecifes em 8 de Julho. O governador da Flórida, Jeb Bush, declarou um estado de emergência para todo o estado, além de começar a evacuação de Florida Keys, uma sequência de ilhotas e arrecifes ao largo da costa sudoeste da Flórida que são conectados por uma única rodovia e uma série de pontes e altamente exposto aos efeitos dos furacões. Jeb Bush também disse que "todas as pessoas deveriam armazenar quantidades de água, alimentos não-perecíveis e baterias suficientes para enfrentar a ação da tempestade por cerca de 72 horas". Os habitantes de Florida Keys que não deixaram as ilhas foram avisados em permanecer em locais fechados devido às condições meteorológicas perigosas que eram previstas.
Em Cabo Canaveral, o ônibus espacial Discovery estava a salvo da sua plataforma de lançamento, segundo a NASA, que adiou a partida do ônibus espacial para a semana seguinte. No entanto, os administradores do ônibus espacial decidiram recolher o veículo devido à ameaça de Dennis. Em Miami, Flórida, uma biblioteca de um colégio importante na cidade decidiu abrir voluntariamente para servir eventualmente como um abrigo de emergência para todas as pessoas com necessidades especiais pré-registradas. Além disso, o MacDill Air Force Base, em Tampa, retirou todas as suas aeronaves para McConnell Air Force Base, perto de Wichita, Kansas.
No panhandle da Flórida, o governador da Flórida, Jeb Bush, alertou que "Isto é sério. É uma tempestade muito perigosa". Assim que Bush anunciou que centenas de centenas de tratores-trailers poderiam estar carregando gelo, água e geradores para permanecer nas regiões centro-norte da Flórida, ele disse que "Aqui vamos nós novamente", referindo-se ao grande número de tempestades que tinham ameaçado a Flórida nos anos precedentes a Dennis. 700.000 pessoas no panhandle da Flórida deixaram suas residências nos dias precedentes à chegada de Dennis, cerca de 100.000 somente no condado de Escambia. Devido às grandes evacuações, mais de 200 caminhões-tanque proveram cerca de 1,8 milhões de galões de gasolina. A Sociedade da Cruz Vermelha pois em alerta dezenas de voluntários para irem para as regiões que poderiam ser afetadas pela tempestade, além para abrir abrigos temporários.
Guardas nacionais americanos foram mobilizados, e quatro equipes de emergências médicas, cada uma capaz de montar um mini-hospital ao ar livre, foram postos em estado de alerta. Além disso, em Eglin Air Force Base, cerca de 20.000 militares tiveram que sair e em Hurlburt Field, base do Air Force's 16th Special Operations Wing, uma evacuação obrigatória foi ordenada para todos os 15.000 militares da base, além de suas famílias.

## Impactos

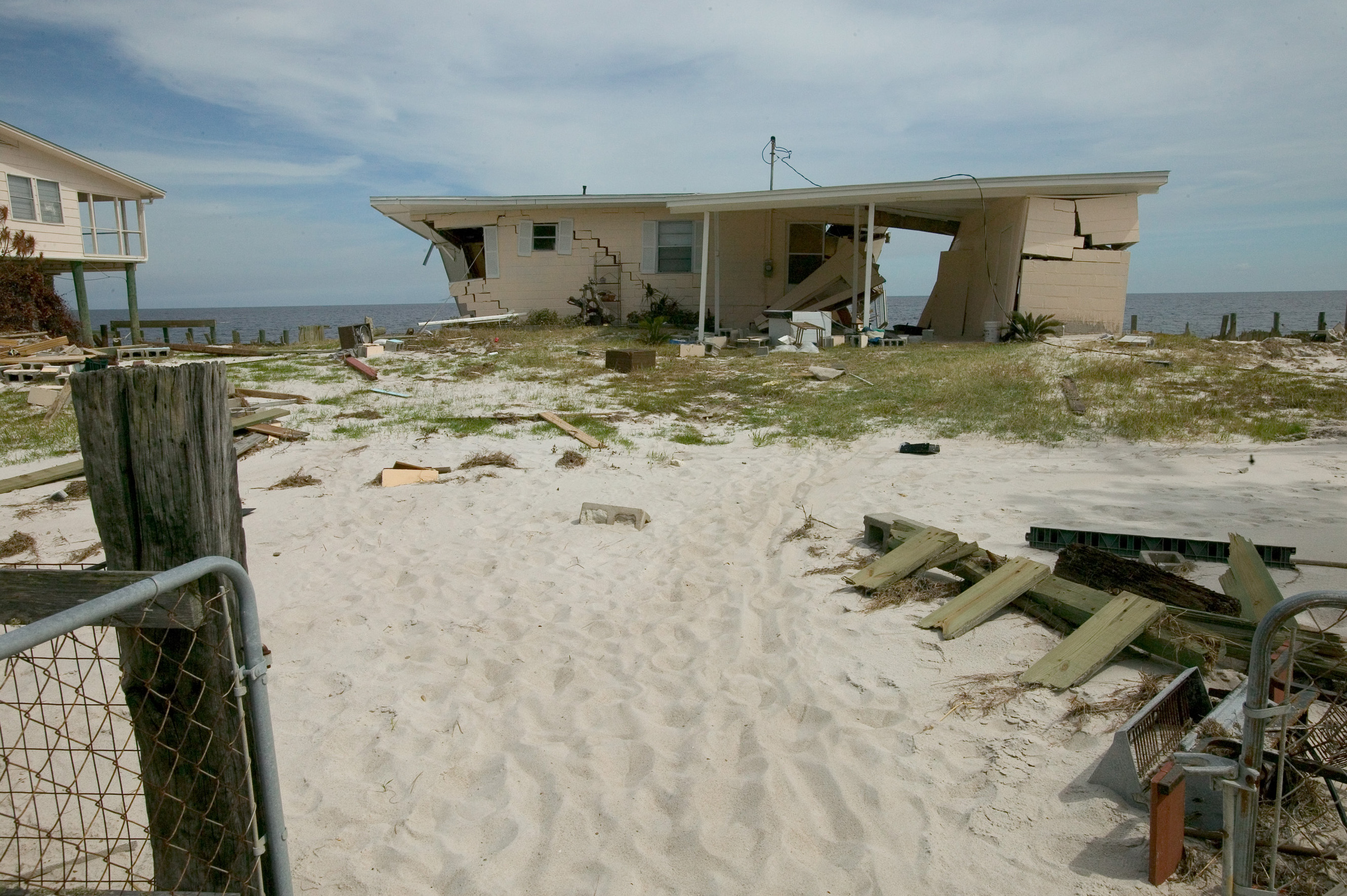
Danos ao longo de uma praia em Navarre Beach, Flórida

### Região Sul da Flórida e Florida Keys
Na Região Sul da Flórida, os danos foram causados principalmente pelas rajadas moderadas de vento; no condado de Miami-Dade, as rajadas de vento derrubaram vários sinais luminosos ao longo da U.S. Route 1, a única rodovia de entrada e saída de Florida Keys. Um homem morreu em Fort Lauderdale quando pisou num cabo de alta tensão e foi eletrocutado. Além disso, 100.000 residências no condado ficaram sem o fornecimento de eletricidade.
Em Florida Keys, Dennis passou a oeste como um furacão de categoria 2 produzindo ventos de até 95 km no farol de Carysfort Reef. A Precipitação acumulada chegou a 38 mm nas ilhas mais próximas da costa da Flórida. Os danos em Florida Keys chegaram a 100.000 dólares, principalmente a jardins e aos equipamentos elétricos. Durante a passagem da tempestade, 211.000 pessoas ficaram sem o fornecimento de eletricidade no sul da Flórida e em Florida Keys.
O farol de Sand Key registrou ventos sustentados de 100 km/h, com rajadas de 126, às 08:20 (UTC) de 9 de Julho, enquanto que uma estação meteorológica no farol de Sombrero Key registrou ventos sustentados de 119 km/h, com rajadas de 140 km/h apenas 20 minutos antes. Estes ventos fortes arrastaram um avião DC-3 por mais de 300 metros através da pista do aeroporto de Key West, que ficou fechado durante a passagem de Dennis. A maré de tempestade chegou a 1,5 m. Além disso, um homem se afogou devido a uma corrente de retorno ao largo da costa de Hollywood Beach.
Um dos efeitos benéficos do furacão Dennis foi o seu papel para com o navio USS Spiegel Grove. O Spiegel Grove foi encalhado propositalmente em Florida Keys National Marine Sanctuary com a intenção de criar um arrecife artificial. No entanto, o navio virou e encalhou praticamente de cabeça para baixo. Esforços para desvirar o navio alcançaram apenas um sucesso parcial; o navio continuou deitado. No entanto, a ondulação forte provocada pelo furacão completou o processo, trazendo o navio para a posição desejada.

### Região central da Flórida
Os danos foram pequenos e limitados às bandas externas de tempestade e aos tornados na Região central da Flórida. Na região da baía de Tampa, vários tornados foram relatados, que causaram danos pequenos tais como a queda de algumas árvores e linhas de alta tensão. Em 8 de Julho, cinco tornados foram oficialmente relatados, três dos quais causaram prejuízos. O mais notável deles deixou uma trilha de destruição de cerca de 800 m, danificando seriamente uma casa. Naquele mesmo dia, uma rajada de vento de 97 km/h foi relatada em Pinellas Park. Em 9 de Julho, quatro tornados foram oficialmente relatados, sendo que o mais notável danificou várias árvores e linhas de alta tensão. Em Punta Gorda, três pessoas foram encontradas mortas num carro submergido num canal transbordado pelas chuvas fortes. A rodovia foi coberta com 15 cm de água; o veículo desgovernou e caiu no canal onde ficou de cabeça para baixo. As vítimas estavam ainda usando cinto de segurança quando foram encontradas.

### Panhandle da Flórida

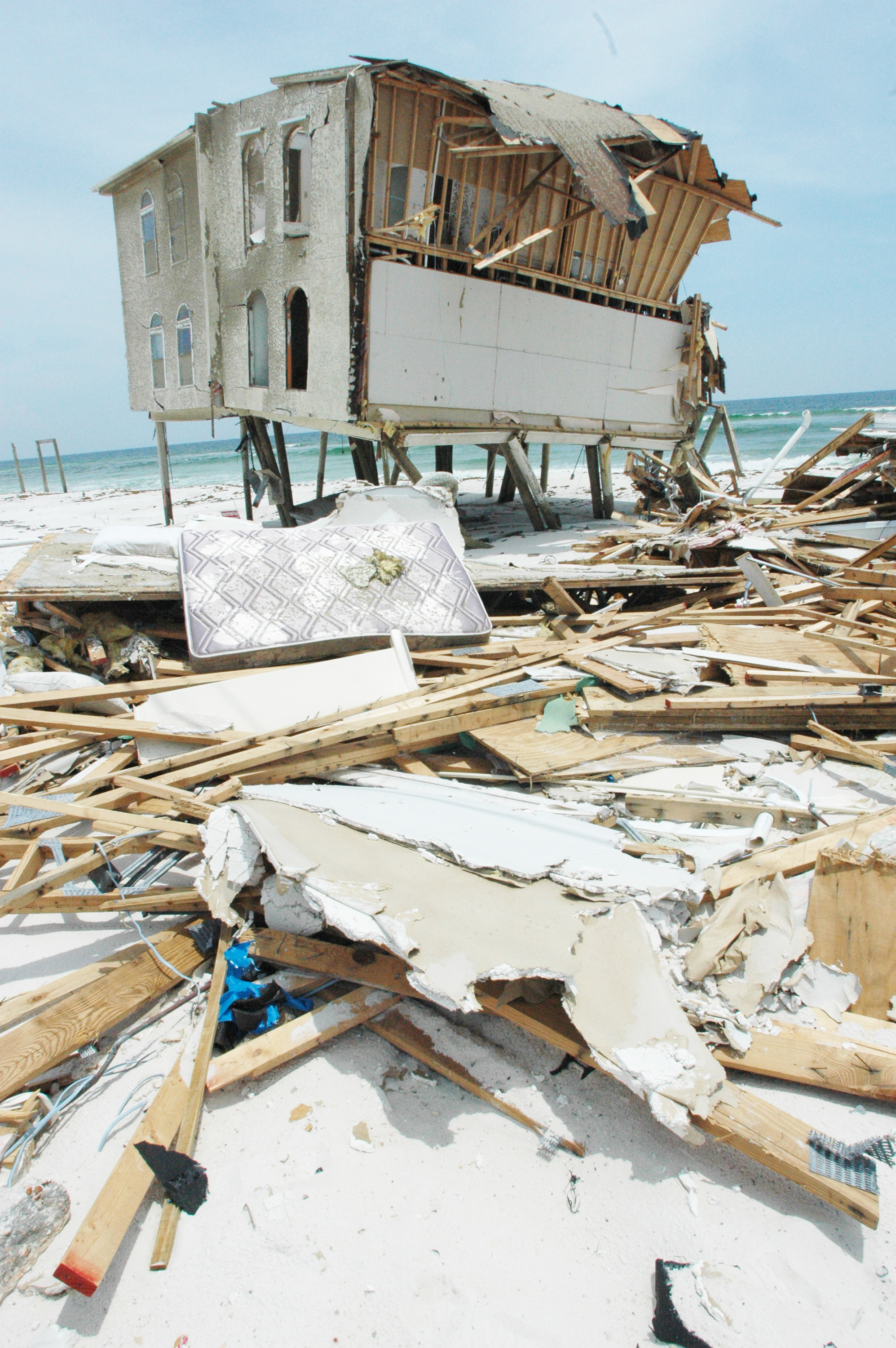
Uma casa defronte ao mar em Navarre Beach, Flórida, grandemente danificada pelo furacão

O furacão Dennis fez landfall como um furacão de categoria 3 na Ilha Santa Rosa em 10 de Julho. Em Navarre Beach, os ventos máximos sustentados chegaram a 158 km/h, com uma rajada de vento de 195 km/h. Uma torre no Aeroporto Regional de Pensacola registrou ventos máximos sustentados de 132 km/h, com rajadas de 154 km/h. No Aeroporto de Pensacola, a pressão central mínima chegou a 956,6 mbar. Em Navarre Beach, a pressão central mínima foi de 965,2 mbar. Além disso, foi relatada uma pressão central mínima não-oficial de 942 em Pace. Os danos a propriedades mais severos ocorreram entre os condados de Walton e Wakulla, onde mais de 1.000 residências foram destruídas. Vários barcos ancorados em docas foram tanto levados para o mar aberto quanto levados pelas ondas para costa. Na localidade de McDavid, o telhado metálico de um centro de recreação foi destruído enquanto 12 pessoas permaneciam no interior do local. Além disso, vários sítios históricos foram danificados ou destruídos por Dennis: um restaurante na costa da baía de Ochlockonee, com grande importância histórica, foi completamente destruído pela maré de tempestade. Pequenas residências defronte ao mar na localidade de St. Teresa foram danificadas ou destruídas e várias dunas ao largo da costa da ilha de St. George foram desmoronadas. Em Holiday Island, várias casas e apartamentos foram severamente danificados.
Na ilha Santa Rosa, o furacão produziu uma maré de tempestade de 2,1 metros, inundando completamente várias partes da ilha. Na baía de Apalachee, a maré de tempestade de 3,3 metros inundou partes de St. Marks e suas vizinhanças, que foi maior do que previsto; pensa-se que o nível da maré de tempestade foi aumentada devido ao refletimento de parte da onda da maré por parte da costa oeste da Flórida que se combinou com a maré de tempestade. COmo resultado, as águas do mar invadiram a costa em mais de 800 metros.  A maré de tempestade, juntamente com as fortes ondas, causou ressaca e destruiu mais de 80 por cento dos ninhos de tartaruga marinha da região. Ao longo da costa, severas ressacas ocorreram devido à tempestade, principalmente nos condados de Walton, Bay, Gulf, Franklin e Wakulla. Como resultado das fortes ondas, o píer de Navarre Beach foi danificado em dois pontos.

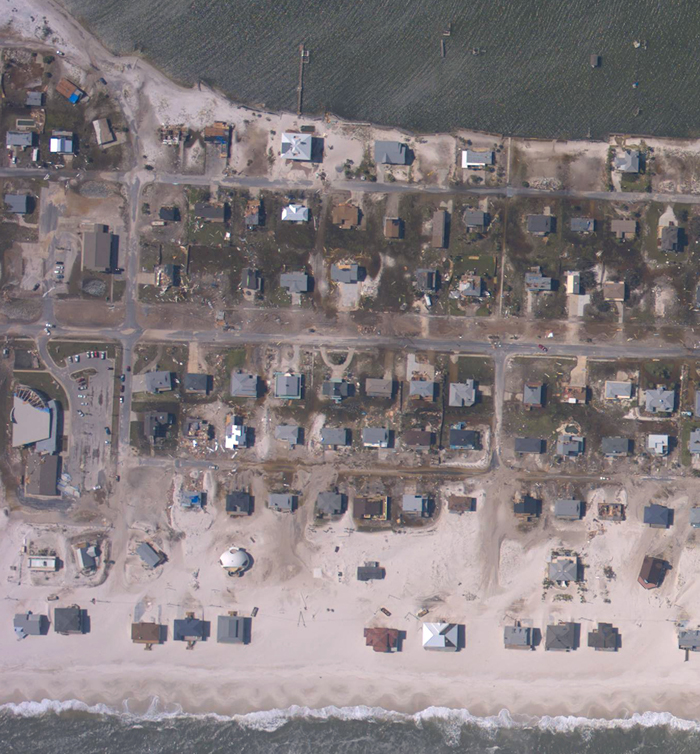
Aerial image of Pensacola Beach, Florida after Dennis moved through.

A cidade de Milton registrou 180 mm de precipitação acumulada, a maior precipitação acumulada da Flórida em associação à passagem de Dennis. As chuvas no panhandle da Flórida variaram de 76 mm a 180 mm, enquanto que as chuvas nas regiões sul e centro da Flórida variaram de 25 mm a 130 mm, este último registrado em Tampa. No condado de Leon, as enchentes chegaram a mais de 1,8 metro de altura. Na ilha St. George, 8 km de rodovia e várias construções foram danificadas ou destruídas. Partes da U.S. Route 98 foram danificadas pela enxurrada.
Como resultado da passagem da tempestade, mais de 236.000 famílias no panhandle da Flórida ficaram sem o fornecimento de eletricidade. Uma morte indireta ocorreu quando um menino de três anos foi atropelado pelo próprio carro quando a família se preparava para evacuar a sua residência. Outras duas pessoas foram intoxicadas por monóxido de carbono devido aos geradores no condado de Escambia.  Ao todo, duas pessoas morreram diretamente devido aos efeitos de Dennis, sendo que várias outras fatalidades ocorreram indiretamente. Os danos totais chegaram a 1,5 bilhão de dólares (valores em 2005). Pouco depois da passagem da tempestade, os condados de Bay, Dixie, Franklin, Gulf, Taylor, Wakulla e Walton foram declarados áreas federais de desastre.

## Após a tempestade

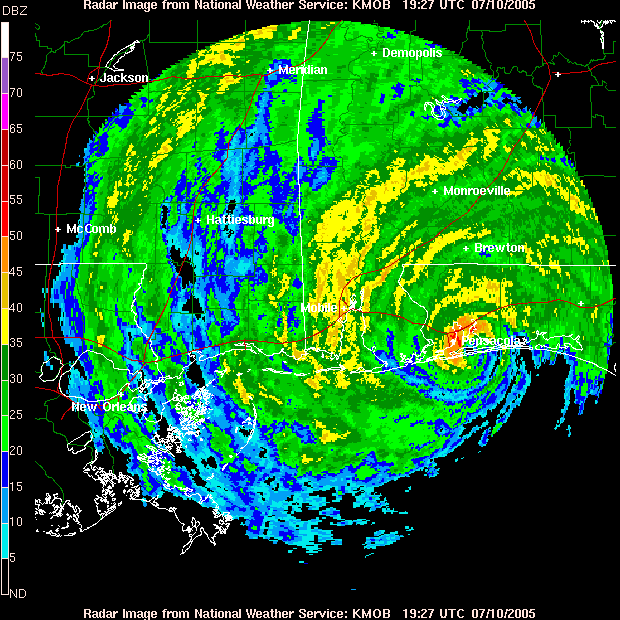
Imagem de radar mostrando o momento em que o furacão Dennis atingia a costa da Flórida

Nos dias após a passagem de Dennis pela Flórida, o presidente dos Estados Unidos, George W. Bush, declarou 13 condados, os condados de Bay, Calhoun, Escambia, Franklin, Gulf, Holmes, Jackson, Monroe, Okaloosa, Santa Rosa, Wakulla e Walton, como áreas federais de desastre. Requerentes, incluindo unidades de governo local, em 19 condados, se tornaram elegíveis para verbas de Assistência Pública para serviços emergenciais e remoção de entulhos, além de ajudar na reabertura ou mesmo na reconstrução de infraestruturas públicas essenciais. Em 10 de Julho, Bush ordenou a liberação de verbas federais de desastre e de recursos de emergência para a Flórida para socorrer as pessoas afetadas por Dennis. Um dia depois de Dennis ter atingido a costa da Flórida, quatro centros de ajuda em desastres foram abertos por autoridades especializadas em catástrofes, dois no condado de Escambia e dois no condado de Santa Rosa. Suprimentos de alimentos, de água e de gelo foram distribuídos em centros predefinidos por todo o panhandle da Flórida. A Cruz Vermelha americana e outras agências voluntárias ajudaram na distribuição de alimentos e de água, além de necessidades emergenciais e de abrigo. Subsequentemente, outro centro de ajuda em desastres foi aberto no condado de Santa Rosa. Nos dias posteriores da passagem de Dennis, outros seis condados foram permitidos a receber as verbas federais de ajuda.
Agências voluntárias tais como o AmeriCorps, o Christian Contractors Association e o United Way of America proveram assistência para residentes que tinham que consertar seus telhados ou recuperar suas próprias residências. Pouco depois, três outros centros de ajuda em desastres foram abertos em 16 de Julho; um no condado de Franklin, um no condado de Okaloosa e o último no condado de Wakulla. Em uma semana, mais de 2.100 pessoas visitaram os centros de ajuda nos condados de Escambia e Santa Rosa. Outro centro de ajuda em desastres foi aberto no condado de Franklin em 7 de Julho, e, em 18 de Julho, mais de 3 milhões de dólares (valores em 2005) em assistências individuais, tais como aluguéis, abrigos e outras necessidades, foram aprovadas. Em 23 de Julho, os condados de Dixie e Levy foram aprovados para receber verbas federais sob seus programas de assistência pública para danos. Em 28 de Julho, todos os centros de ajuda em desastres foram fechados, embora, em 4 de Agosto, o condado de Gadsden fosse aprovado em receber fundos federais. Outros dois centros de ajuda em desastres foram abertos, um no condado de Dixie e outro no condado de Taylor, foram abertos ainda naquele dia. Em 18 de Agosto, mais de 24 milhões de dólares em fundos de assistência individual foram coletados por vítimas do furacão Dennis. Mais de três meses depois da passagem de Dennis pela região, o último centro de ajuda em desastres foi fechado, embora os fundos de assistência individual continuassem a ser coletados naquela data.